# Mas Francesc
El Mas Francesc és un mas al veïnat de Sant Romà de Sau (Osona) inclòs en l'Inventari del Patrimoni Arquitectònic Català.

## Masia
És una masia que presenta dos cossos ben diferenciats, tant per l'alçada com per les característiques constructives. El de migdia és de planta rectangular, cobert a dues vessants i amb el carener perpendicular a la façana, que presenta un portal rectangular i dues finestres a la planta. A nivell del primer pis s'obren tres finestrals emmarcats per un trencaaigües amb motllura goticitzant i una petita obertura a les golfes. A llevant s'obre un altre portal i una finestra de les mateixes característiques. A la banda de tramuntana s'adossa l'altre cos, cobert a dues vessants com el primer però més prolongades, ja que la planta, també rectangular, és més gran perquè s'hi adossen dos cossos destinats a dependències agrícoles. A la part central hi ha un portal i dues finestres a la planta i tres al primer pis una de les quals té ampit i motllures. És construïda amb pedra unida amb morter de calç, les obertures de tramuntana són de pedra picada i les de migdia són d'estuc.

## Cabana
Hi ha un segon edifici, de planta rectangular coberta a dues vessants amb el carener perpendicular a la façana, orientada a llevant. Presenta un portal d'arc rebaixat amb un ull de bou al damunt emmarcat per totxos distribuïts esglaonadament. Als altres murs de l'edifici es distribueixen finestres d'arc rebaixat. La meitat posterior de l'edifici està distribuïda en dos pisos, la part de sota és destinada a graner i la superior a herbera. És construïda en pedra vermella unida amb morter de calç, els escaires són de pedra picada i les obertures són de totxo pintades de blanc. L'estat de conservació és bo.

## Història
Mas situat dins la demarcació de la parròquia de Vilanova de Sau i dins el terme civil de Sau. Actualment forma part de la propietat de l'Arboç dels senyors Riera de Sant Julià, aquests dos masos junt amb les Serres presenten unes mateixes característiques constructives. La parròquia de Vilanova de Sau experimentà un creixement demogràfic notable, sobretot als segles xviii i xix. Si al segle xvi comptava amb 11 masos a darreries del segle xix el nombre ascendia a 101, probablement el mas Francesc es va construir durant aquest període.